# متروی مکزیکو سیتی
متروی مکزیکو سیتی (اسپانیایی: Metro de la Ciudad de México‎) سامانه قطار شهری زیرزمینی در شهر مکزیکو سیتی، مکزیک است.
این مترو که در تاریخ ۴ سپتامبر ۱۹۶۹ تأسیس شده، دارای ۱۲ خط، ۱۹۵ ایستگاه و ۲۲۶٫۵ کیلومتر طول می‌باشد.

## نگارخانه

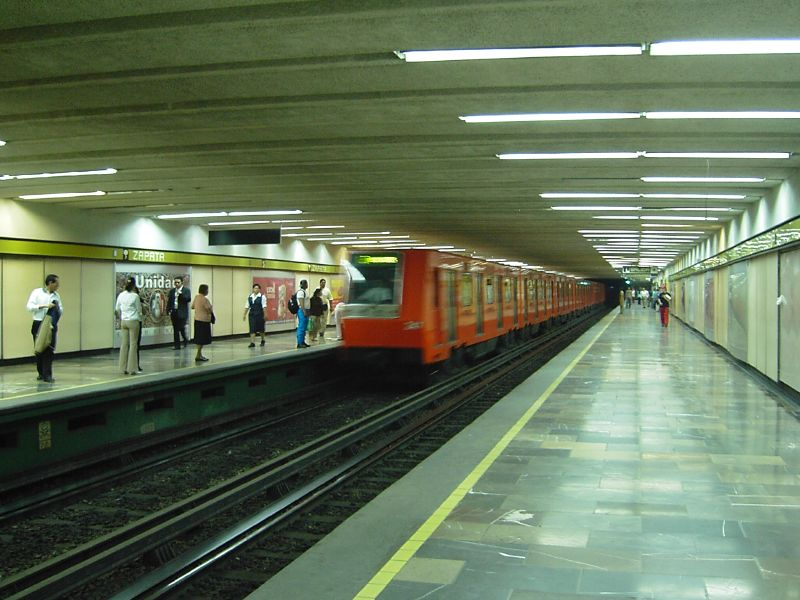
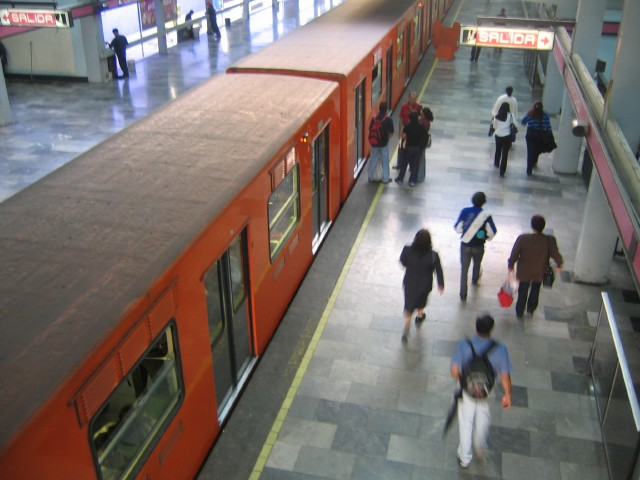
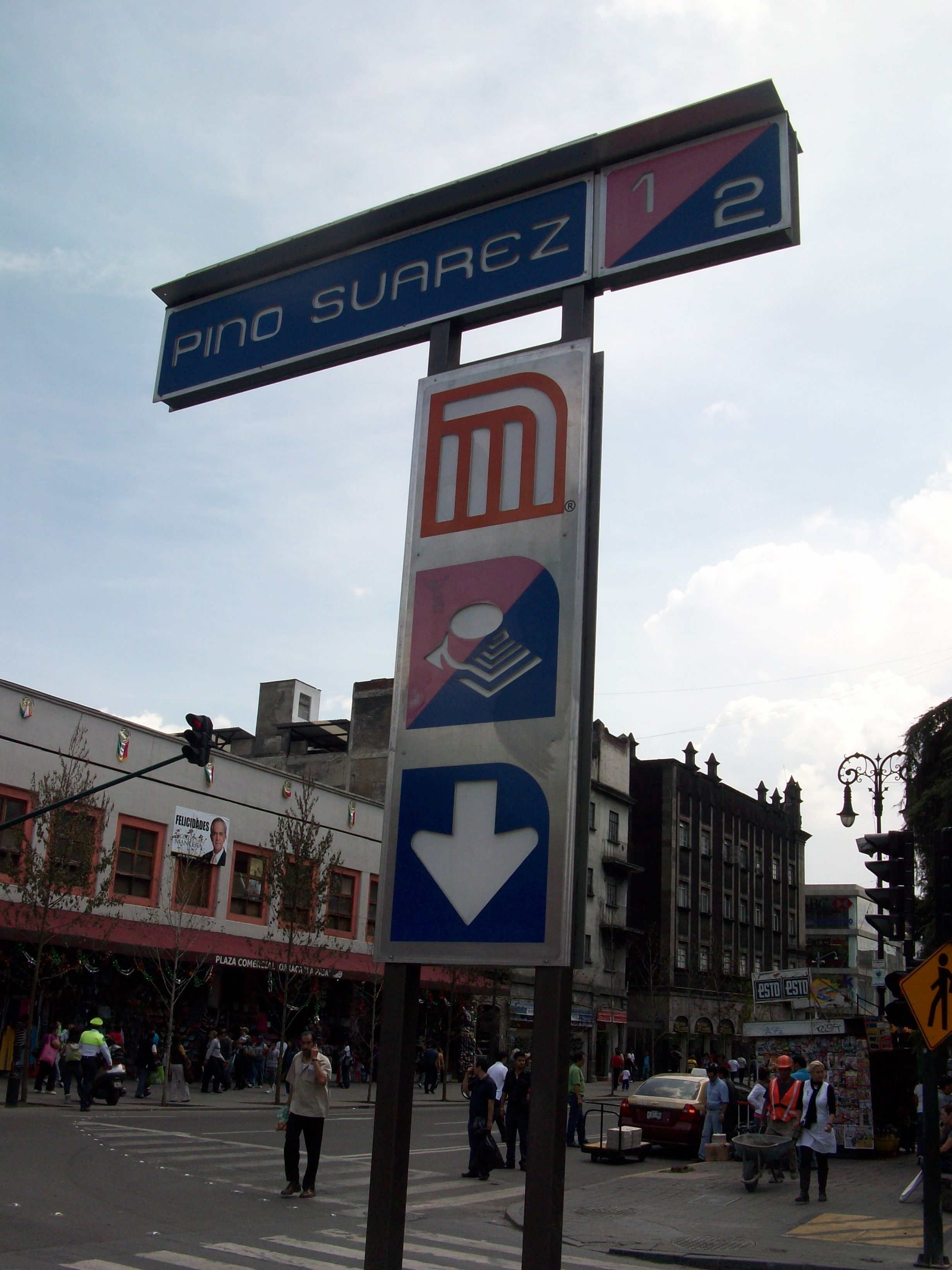
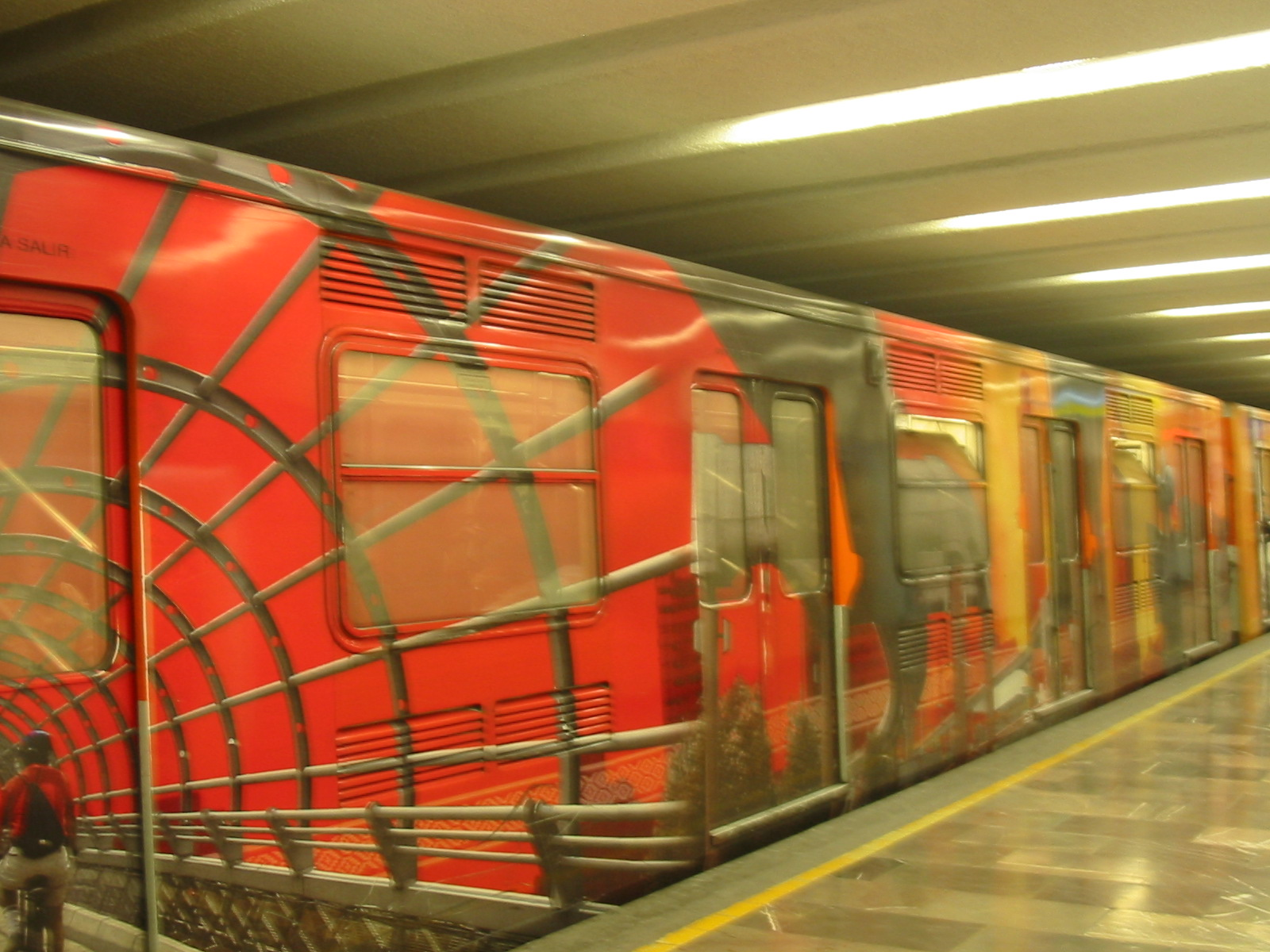